# Tâm lý bài Trung tại Nhật Bản
Tâm lý bài Trung tại Nhật Bản (tiếng Anh: Anti-Chinese sentiment in Japan) đã xuất hiện từ thời Tokugawa. Tâm lý chống Trung Quốc ở Nhật Bản đã tăng lên mạnh mẽ kể từ năm 2002. Theo dự án Pew Global Attitude Project (2008), quan điểm bài trừ Trung Quốc là 84%, quan điểm bài trừ người Trung Quốc là 73%.

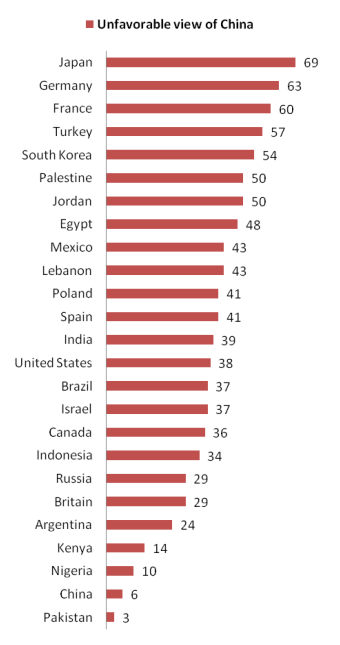
Quan điểm bài trừ Trung Quốc (2009)

## Thời Tokugawa
Từ năm 1600 đến năm 1868, dưới thời Tokugawa, Nhật Bản chuyển từ một quốc gia chia cắt bởi nội chiến sang một quốc gia thống nhất, ổn định và phát triển. Giai đoạn này xuất hiện một sự nỗ lực để loại bỏ ảnh hưởng của người nước ngoài, đặc biệt là Trung Quốc, vào nền văn hoá Nhật Bản.
Lúc này, Nhật Bản vẫn bị cô lập khỏi thế giới, vì vậy nền văn hoá của nó phát triển mà ít bị nước ngoài ảnh hưởng. Một trong những phong trào văn hoá lớn của thời Tokugawa là việc thành lập một phong trào học tập gọi là Quốc học (kokugaku, Kanji: 国学) hay còn gọi là Nhật học. Các học viên của phong trào này, còn được gọi là Kokugakushu, cố gắng để phân biệt rõ ràng nền văn hoá nước ngoài với nền văn hoá Nhật Bản chân chính, và khôi phục văn hóa Nhật Bản trước những ảnh hưởng của người nước ngoài - đặc biệt là văn hóa Trung Hoa. Họ quan tâm sâu sắc vào Thần đạo, Tôn giáo bản xứ của Nhật Bản. Các nhà Nho thời Tokugawa sớm đã cố liên kết Thần đạo với Trung Quốc và cho rằng Thần đạo bắt nguồn từ Trung Quốc. Trường phái Hirata của phong trào Nhật học đáp lại bằng cách bắt đầu một dự án để "Nhật hóa". Cuốn sách Kinh Dịch có ảnh hưởng lớn đến Thần đạo bằng việc tuyên bố Thần đạo có nguồn gốc Nhật Bản. Dự án đã hoàn toàn xóa bỏ yếu tố Trung Hoa trong Thần đạo.. Sự gia tăng lòng tự tôn dân tộc trong thời gian này cho thấy Nhật Bản coi mình là trung tâm của một "thế giới văn minh bao quanh bởi những người man rợ".

## Thời Duy Tân Minh Trị
Từ năm 1866 đến năm 1869, trong thời kỳ Duy Tân Minh Trị ở Nhật, đất nước bắt đầu bắt kịp với sự tiến bộ của các quốc gia phương Tây. Trong khi đó, Trung Quốc đang chìm vào tình trạng rối loạn sâu. Mặc dù Yukichi Fukuzawa từ chối công nhận Trung Quốc là một người bạn xấu trong cuốn Datsu-A Ron tức Thoát Á Luận (Lập luận về việc rời khỏi Châu Á), nhưng thái độ đó vẫn chưa được áp dụng và ý thức phân biệt đối với Trung Quốc vẫn còn.
Những cảm xúc của Tâm lý chống Trung đã thúc đẩy hành động tàn bạo của các chiến binh Hoàng gia chống lại Trung Quốc trong Thế chiến II, lên đến cực điểm trong vụ thảm sát Nam Kinh. Chiến tranh Trung-Nhật lần thứ hai cướp đi sinh mạng của hơn 20 triệu người Trung Quốc, chủ yếu là người dân. Thiệt hại về tài sản của người Trung Quốc là 383 tỷ đô la Mỹ theo tỷ giá hối đoái tháng 7 năm 1937, gấp khoảng 50 lần GDP của Nhật Bản vào thời điểm đó (khoảng 7,7 tỷ đô la Mỹ).

## Sau Chiến tranh thế giới lần thứ hai

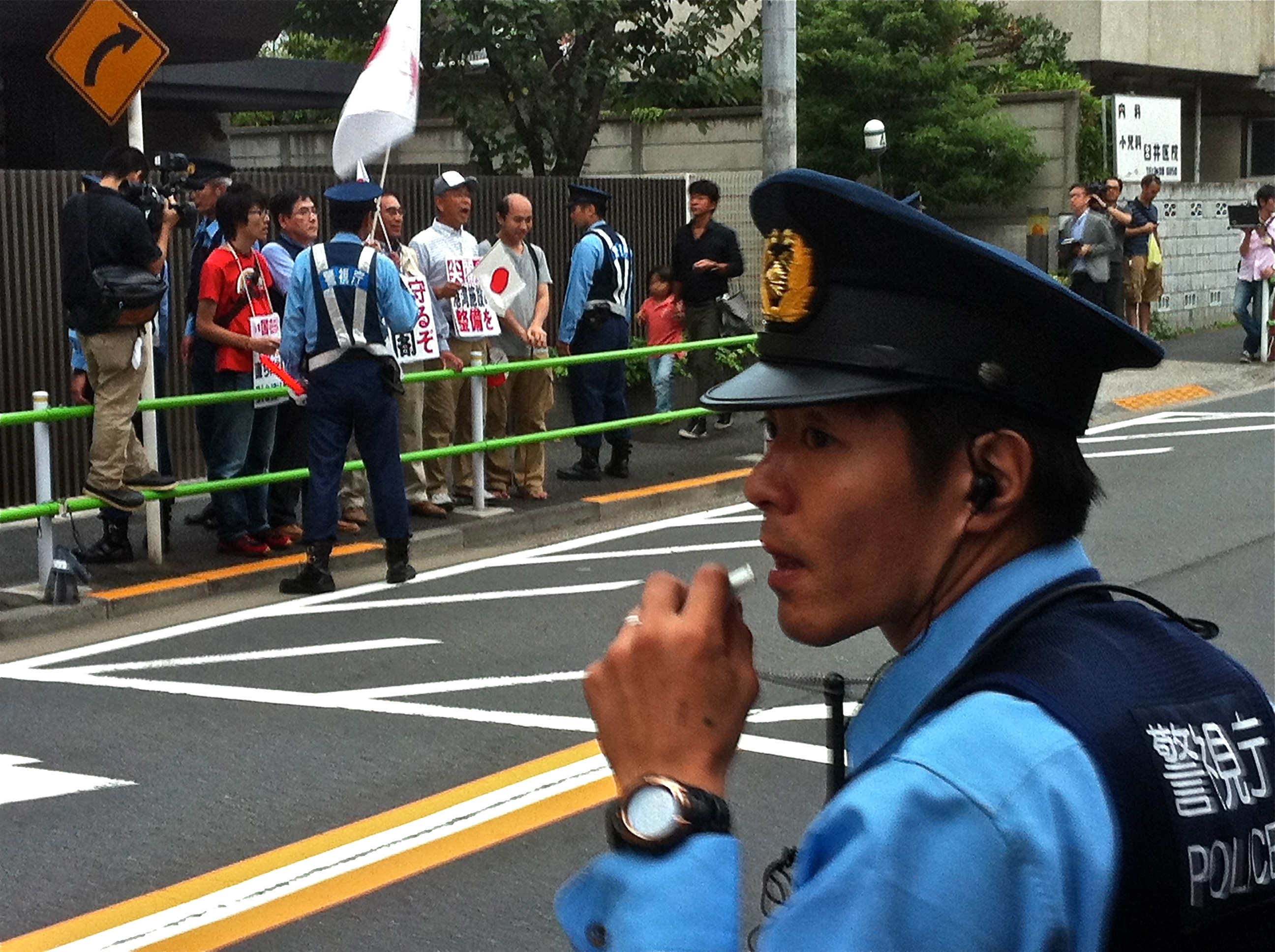
Sĩ quan cảnh sát theo dõi các cuộc biểu tình phản đối Trung Quốc trước Đại sứ quán Trung Quốc tại Tokyo, Nhật Bản trong vụ tranh chấp quần đảo Senkaku 2012.

Sau khi Chiến tranh thế giới thứ hai kết thúc, những quan điểm của Tâm lý chống Trung đã bị dập tắt và trở thành một điều cấm trong các phương tiện truyền thông chính thống, mặc dù Nhật Bản và Cộng hòa Nhân dân Trung Hoa đã đối địch nhau trong Chiến tranh Lạnh. Ngoại trừ một số ít trường hợp, chẳng hạn như sự tên tiếng Nhật về "Biển Nam Trung Quốc".
Nhật Bản và Cộng hòa Nhân dân Trung Hoa ít tiếp xúc nhau trong những thập kỷ tiếp theo. Mối quan hệ giữa hai quốc gia được bình thường hóa vào năm 1972, khi  Nhật Bản có sự quan tâm mạnh mẽ đối với nước láng giềng của họ. Trung Quốc đã từ bỏ các khoản đền bù cho Thế chiến thứ hai, vì Đài Loan trước đó đã làm như vậy, và hai nước cùng nhau tăng cường chống lại Liên Xô. Tâm lý bài Trung bị giới hạn trong bối cảnh tồn tại nỗi sợ chủ nghĩa cộng sản. Trong xã hội mối thù đối với Cộng hòa Nhân dân Trung Hoa là thiểu số so với tâm lý chống lại Liên bang Xô viết và chủ nghĩa Cộng sản.
Tuy nhiên, từ năm 2000, Nhật Bản đã xuất hiện sự hồi sinh dần dần của tâm lý chống Trung Quốc. Bởi vì những ảnh hưởng của mối quan hệ chính trị căng thẳng giữa Nhật Bản và Cộng hòa Nhân dân Trung Hoa, nhiều người Nhật tin rằng Trung Quốc đang sử dụng các vấn đề về lịch sử của hai nước, như tranh luận về sách vở lịch sử Nhật Bản và các chuyến thăm chính thức đến Yasukuni Shrine. Những cuộc nổi dậy chống Nhật vào mùa xuân năm 2005 đã gây ra nhiều lo sợ hơn về Trung Quốc trong lòng nhân dân Nhật Bản. Tâm lý chống Trung Quốc tại Nhật Bản đã tăng lên mạnh mẽ kể từ năm 2002. Theo dự án Pew Global Attitude năm 2008, quan điểm bài trừ Trung Quốc là 84%, quan điểm bài trừ người Trung Quốc là 73%..